# アルベルト・クルサット
アルベルト・クルサット・ドメネク（Albert Crusat Domènech, 1982年5月13日 - ）は、スペイン・ルビー出身の元サッカー選手。現役時代のポジションはFW（左ウイング、ストライカー）・MF（左サイドハーフ）。カタルーニャ語に基づきアルベルト・クルサ・ドゥメナクと表記されることも多い。

## 経歴
RCDエスパニョールの下部組織出身。2002年9月2日、レアル・マドリード戦でデビューした。セグンダ・ディビシオンのラーヨ・バジェカーノやUEリェイダを経て2005年にUDアルメリアに加入した。2006-07シーズンには11得点し、プリメーラ・ディビシオン昇格に貢献した。2007-08シーズンは34試合に出場し、プリメーラでの上位進出に貢献した。2008-09シーズンは30試合に出場した。
2011年8月30日、同郷のロベルト・マルティネス率いるプレミアリーグのウィガン・アスレティックFCと1年延長オプション付きの2年契約を結んだ。

## タイトル

### クラブ
リェイダ
- セグンダ・ディビシオンB : 2003-04

ウィガン
- FAカップ : 2012-13

### 代表
スペイン U-16
- UEFA U-16欧州選手権 : 1999